# SenseTime
SenseTime (chinesisch 商汤, Pinyin Shāng tāng) ist ein in Hongkong ansässiges Unternehmen, das sich mit künstlicher Intelligenz befasst. Es gilt als eines der führenden KI-Unternehmen Chinas.
SenseTime Group Inc. (Börsenkürzel: 0020.HK) ist auch am Main Board der Stock Exchange of Hong Kong Limited (HKEX) notiert. Die Firma verfügt derzeit über die Geschäftsbereiche Smart Business, Smart City, Smart Life and Smart Auto.

## Geschichte
Wissenschaftler der Chinesischen Universität von Hongkong (CUHK), darunter Tang Xiao'ou, Xu Li und Wang Xiaogang, gründeten SenseTime im Jahr 2014.

## Unternehmerische Tätigkeiten
SenseTime produziert Software, mit deren Hilfe Gesichtserkennung durch Live-Übertragungen von Verkehrsüberwachungskameras, Bankautomaten oder auch Smartphones in einem einzigen System durchgeführt werden kann. Damit sollen beispielsweise Verbrecher leichter gefasst werden können. Außerdem arbeitet SenseTime am autonomen Fahren und an Erweiterter Realität. SenseTime bietet die eigenen Algorithmus via Software as a Service an und ist damit die fünftgrößte KI-Plattform.
SenseTime hat mehr als 400 Kunden und strategische Partner, darunter das Massachusetts Institute of Technology, Qualcomm, Honda, Alibaba, Weibo, China Mobile, HNA Group, Wanda Group, Nvidia, China UnionPay, Sina Weibo, China Merchants Bank,  Huawei, Oppo, Vivo und Xiaomi.